# سیارک ۲۲۸۲۸
سیارک ۲۲۸۲۸ (به انگلیسی: 22828 Jaynethomp، نامگذاری:1999RF50) بیست و دو هزار و هشتصد و بیست و هشتمین سیارک کشف شده‌است که در ۷ سپتامبر ۱۹۹۹ کشف شد.
قدر مطلق سیارک برابر ۲۰.۴ است.